# Primer ministro de Sri Lanka
El primer ministro de la República Democrática Socialista de Sri Lanka (en cingalés: ශ්‍රී ලංකා අග්‍රාමාත්‍ය; en tamil: இலங்கை பிரதமர்) es el líder del gabinete de gobierno de Sri Lanka. Sin embargo, el presidente es a la vez jefe de Estado y el jefe de Gobierno. Es elegido cada cinco años.

## Historia
El puesto de primer ministro de Ceilán fue creado en 1947 antes de la independencia de Reino Unido y la formación del Dominio de Ceilán en 1948. El líder del Partido Nacional Unido, D. S. Senanayake, se convirtió en el primer primer ministro de la entonces Ceilán en 1947 después de su independencia. En 1972, cuando Sri Lanka se convirtió en una república, el nombre del cargo cambió a primer ministro de Sri Lanka. Con un sistema político basado en el sistema Westminster, fue establecido que el primer ministro sería el jefe del gobierno, por lo tanto, el cargo político más poderosa del país en el momento. No obstante, gracias a un cambio constitucional en 1978, se creó la Presidencia Ejecutiva, convirtiendo al presidente tanto en jefe de Estado como en jefe de Gobierno. Hasta 1978, el primer ministro era también ministro de Defensa y Asuntos Exteriores.

## Nombramiento
El primer ministro es nombrado por el presidente como miembro del gabinete de ministros. En caso de que el puesto de presidente esté vacante, el primer ministro se convertirá en el presidente en funciones hasta que el Parlamento se reúna para elegir un sucesor o se puedan celebrar nuevas elecciones para elegir un nuevo presidente. Este fue el caso del presidente Dingiri Banda Wijetunga. Los líderes del Partido Nacional Unido, Dudley Senanayake y Ranil Wickremesinghe, junto con la líder del Partido de la Libertad de Sri Lanka, Sirimavo Bandaranaike, fueron nombrados tres veces en el cargo. Con la aprobación de la 19.ª enmienda de la constitución en 2015, al primer ministro se le concedió más poderes al ser capaz de nombrar ministros y dirigir el gabinete.
El primer ministro de Sri Lanka es Dinesh Gunawardena; fue nombrado por el presidente Ranil Wickremesinghe el 24 de julio de 2022. Esa fue la quinta vez que Wickremesinghe fue nombrado primer ministro de Sri Lanka.

## Residencia oficial
La residencia oficial del primer ministro es la Casa del primer ministro, más comúnmente conocida como "Temple Trees". La Oficina del primer ministro se encuentra en Sir Ernest de Silva Mawatha (anteriormente conocido como Flower Road), en Colombo.

## Lista de primeros ministros

### Dominio de Ceilán (1947-1972)
| Primer ministro | Primer ministro   | Primer ministro                    | Inicio                   | Fin                      | Partido                             | Elecciones legislativasGobierno | Elecciones legislativasGobierno | Monarca (periodo)    |
| --------------- | ----------------- | ---------------------------------- | ------------------------ | ------------------------ | ----------------------------------- | ------------------------------- | ------------------------------- | -------------------- |
|                 |                   | D. S. Senanayake (1883-1952)       | 24 de septiembre de 1947 | 22 de marzo de 1952      | Partido Nacional Unido              |                                 | 1947 (1) (D. S. Senanayake)     | Jorge VI (1936-1952) |
|                 |                   | Dudley Senanayake (1911-1973)      | 22 de marzo de 1952      | 12 de octubre de 1953    | Partido Nacional Unido              |                                 | 1952 (1) (2) (Senanayake I)     | Jorge VI (1936-1952) |
|                 | Isabel II (1952-) | Dudley Senanayake (1911-1973)      | 22 de marzo de 1952      | 12 de octubre de 1953    | Partido Nacional Unido              |                                 | 1952 (1) (2) (Senanayake I)     |                      |
|                 |                   | John Kotelawala (1895-1980)        | 12 de octubre de 1953    | 12 de abril de 1956      | Partido Nacional Unido              |                                 | - (2) (Kotelawala)              |                      |
|                 |                   | Solomon Bandaranaike (1899-1959)   | 12 de abril de 1956      | 26 de septiembre de 1959 | Partido de la Libertad de Sri Lanka |                                 | 1956 (3) (Bandaranaike)         |                      |
|                 |                   | Wijeyananda Dahanayake (1901-1997) | 26 de septiembre de 1959 | 20 de marzo de 1960      | Partido de la Libertad de Sri Lanka |                                 | - (3) (Dahanayake)              |                      |
|                 |                   | Dudley Senanayake (1911-1973)      | 21 de marzo de 1960      | 21 de julio de 1960      | Partido Nacional Unido              |                                 | mar. 1960 (4) (Senanayake II)   |                      |
|                 |                   | Sirimavo Bandaranaike (1916-2000)  | 21 de julio de 1960      | 25 de marzo de 1965      | Partido de la Libertad de Sri Lanka |                                 | jul. 1960 (5) (Bandaranaike I)  |                      |
|                 |                   | Dudley Senanayake (1911-1973)      | 25 de marzo de 1965      | 29 de mayo de 1970       | Partido Nacional Unido              |                                 | 1965 (6) (Senanayake III)       |                      |
|                 |                   | Sirimavo Bandaranaike (1916-2000)  | 29 de mayo de 1970       | 22 de mayo de 1972       | Partido de la Libertad de Sri Lanka |                                 | 1970 (7) (Bandaranaike II)      |                      |

### República Democrática Socialista de Sri Lanka (1972-)
| Primer ministro | Primer ministro | Primer ministro                   | Inicio              | Fin                  | Partido                             | Elecciones legislativas Gobierno | Elecciones legislativas Gobierno | Presidente de Sri Lanka (periodo) | Presidente de Sri Lanka (periodo) |
| --------------- | --------------- | --------------------------------- | ------------------- | -------------------- | ----------------------------------- | -------------------------------- | -------------------------------- | --------------------------------- | --------------------------------- |
|                 |                 | Sirimavo Bandaranaike (1916-2000) | 22 de mayo de 1972  | 23 de julio de 1977  | Partido de la Libertad de Sri Lanka |                                  | - (1) (Bandaranaike II)          |                                   | William Gopallawa (1972-1978)     |
|                 |                 | J. R. Jayewardene (1906-1996)     | 23 de julio de 1977 | 4 de febrero de 1978 | Partido Nacional Unido              |                                  | 1977 (2) (Jayewardene)           |                                   | William Gopallawa (1972-1978)     |

| Primer ministro     | Primer ministro     | Primer ministro                      | Inicio                  | Fin                                      | Partido                             | Elecciones legislativas | Gobierno presidencial (periodo)     | Gobierno presidencial (periodo)                |
| ------------------- | ------------------- | ------------------------------------ | ----------------------- | ---------------------------------------- | ----------------------------------- | ----------------------- | ----------------------------------- | ---------------------------------------------- |
|                     |                     | Ranasinghe Premadasa (1924-1993)     | 6 de febrero de 1978    | 2 de enero de 1989                       | Partido Nacional Unido              | -                       |                                     | J. R. Jayewardene (1978-1989) (8)              |
|                     |                     | Dingiri Banda Wijetunga (1924-1993)  | 2 de enero de 1989      | 7 de mayo de 1993                        | Partido Nacional Unido              | 1989                    |                                     | R. Premadasa (1989-1993) (9)                   |
|                     |                     | Ranil Wickremesinghe (1949-)         | 7 de mayo de 1993       | 19 de agosto de 1994                     | Partido Nacional Unido              | 1989                    |                                     | D.B. Wijetunga (1993-1994) (9) (10)            |
|                     |                     | Chandrika Kumaratunga (1945-)        | 19 de agosto de 1994    | 12 de noviembre de 1994                  | Partido de la Libertad de Sri Lanka | 1994                    |                                     | D.B. Wijetunga (1993-1994) (9) (10)            |
|                     |                     | Sirimavo Bandaranaike (1916-2000)    | 14 de noviembre de 1994 | 9 de agosto de 2000                      | Partido de la Libertad de Sri Lanka | 1994                    |                                     | C. Kumaratunga (1994-2005) (10) (11) (12) (13) |
|                     |                     | Ratnasiri Wickremanayake (1933-2016) | 10 de agosto de 2000    | 7 de diciembre de 2001                   | Partido de la Libertad de Sri Lanka | 2000                    |                                     | C. Kumaratunga (1994-2005) (10) (11) (12) (13) |
|                     |                     | Ranil Wickremesinghe (1949-)         | 7 de diciembre de 2001  | 6 de abril de 2004                       | Partido Nacional Unido              | 2001                    |                                     | C. Kumaratunga (1994-2005) (10) (11) (12) (13) |
|                     |                     | Mahinda Rajapaksa (1945-)            | 6 de abril de 2004      | 19 de noviembre de 2005                  | Partido de la Libertad de Sri Lanka | 2004                    |                                     | C. Kumaratunga (1994-2005) (10) (11) (12) (13) |
|                     |                     | Ratnasiri Wickremanayake (1933-2016) | 19 de noviembre de 2005 | 21 de abril de 2010                      | Partido de la Libertad de Sri Lanka | 2004                    |                                     | Mahinda Rajapaksa (2005-2015) (13) (14)        |
|                     |                     | D.M. Jayaratne (1931-2019)           | 21 de abril de 2010     | 9 de enero de 2015                       | Partido de la Libertad de Sri Lanka | 2010                    |                                     | Mahinda Rajapaksa (2005-2015) (13) (14)        |
|                     |                     | Ranil Wickremesinghe (1949-)         | 9 de enero de 2015      | 19 de noviembre de 2019                  | Partido Nacional Unido              | 2015                    |                                     | Maithripala Sirisena (2015-2019) (14) (15)     |
|                     |                     | Mahinda Rajapaksa (1945-)            | 19 de noviembre de 2019 | 12 de mayo de 2022                       | Partido de la Libertad de Sri Lanka | 2015                    |                                     | Gotabaya Rajapaksa (2019-2022) (15)            |
|                     |                     | Ranil Wickremesinghe (1949-)         | 12 de mayo de 2022      | 13 de julio de 2022                      | Partido Nacional Unido              | 2015                    |                                     | Gotabaya Rajapaksa (2019-2022) (15)            |
| 13 de julio de 2022 | 22 de julio de 2022 | Ranil Wickremesinghe (1949-)         |                         | Ranil Wickremesinghe (en funciones) (15) | Partido Nacional Unido              | 2015                    |                                     |                                                |
|                     |                     | Dinesh Gunawardena (1949-)           | 22 de julio de 2022     | Ranil Wickremesinghe (en funciones) (15) | 24 de septiembre de 2024            | 2015                    | Partido de la Libertad de Sri Lanka |                                                |